# Alberto Korda
Alberto Díaz Gutiérrez (L'Havana, 14 de setembre de 1928 - París, 25 de maig de 2001), de nom artístic, Alberto Korda, fou un fotògraf cubà.
Inicialment, fotògraf de moda, funda en 1956, juntament amb Luis A. Pierce, Estudios Korda. Però en esclatar la Revolució Cubana es convertix en un dels seus principals documentalistes gràfics. Seues són moltes de les fotos de Fidel Castro, Camilo Cienfuegos i Che Guevara de l'època. Però la foto que li va donar renom internacional és l'arxireproduïda Guerriller heroic, una fotografia del rostre del Che Guevara que va ser presa el 5 de març de 1960 en el funeral de les víctimes de l'explosió del vapor La Coubre. Korda va explicar que Guevara avançava cap ell i sorprès pel seu semblant seriós va recular i, a punt de caure, va prémer el botó. La càmera va captar la cara del revolucionari en un lleuger contrapicat. Seua és també la famosa imatge de Jean Paul Sartre i Simone de Beuavoir amb Ernesto Che Guevara durant el període en què aquest va ser el president del Banc Nacional de Cuba. Mentre els filòsofs francesos seuen en un sofà i Sartre, vestit de trage i corbata parla, Guevara escolta atentament assegut en una elegant butaca del Banc subjectant una tassa de cafè, però porta la seua habitual indumentària: botes militars, caçadora de cuir i no s'ha llevat la seua gorra amb l'estrela de 5 puntes. Korda ha rebut diferents distincions per part del govern cubà i ha participat en exposicions fotogràfiques arreu del món (inclosos els EUA).

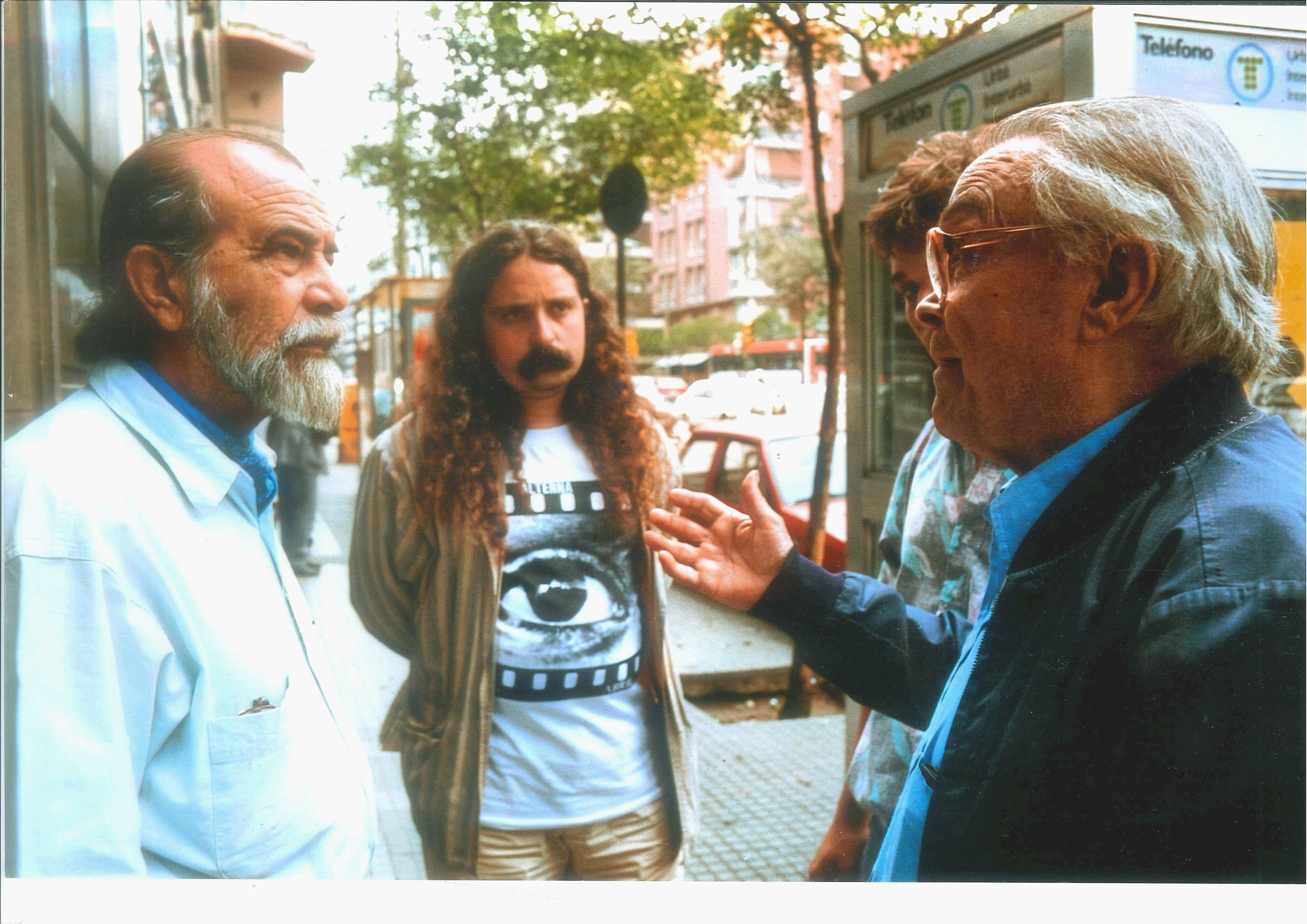
Alberto Korda (esquerra), amb Francesc Català-Roca (dreta) i Xavier Ripoll (centre) durant una visita a Barcelona, l'any 1991.
Versió de Jim Fitzpatrick de la fotografia del Che Guevara, feta per Korda.
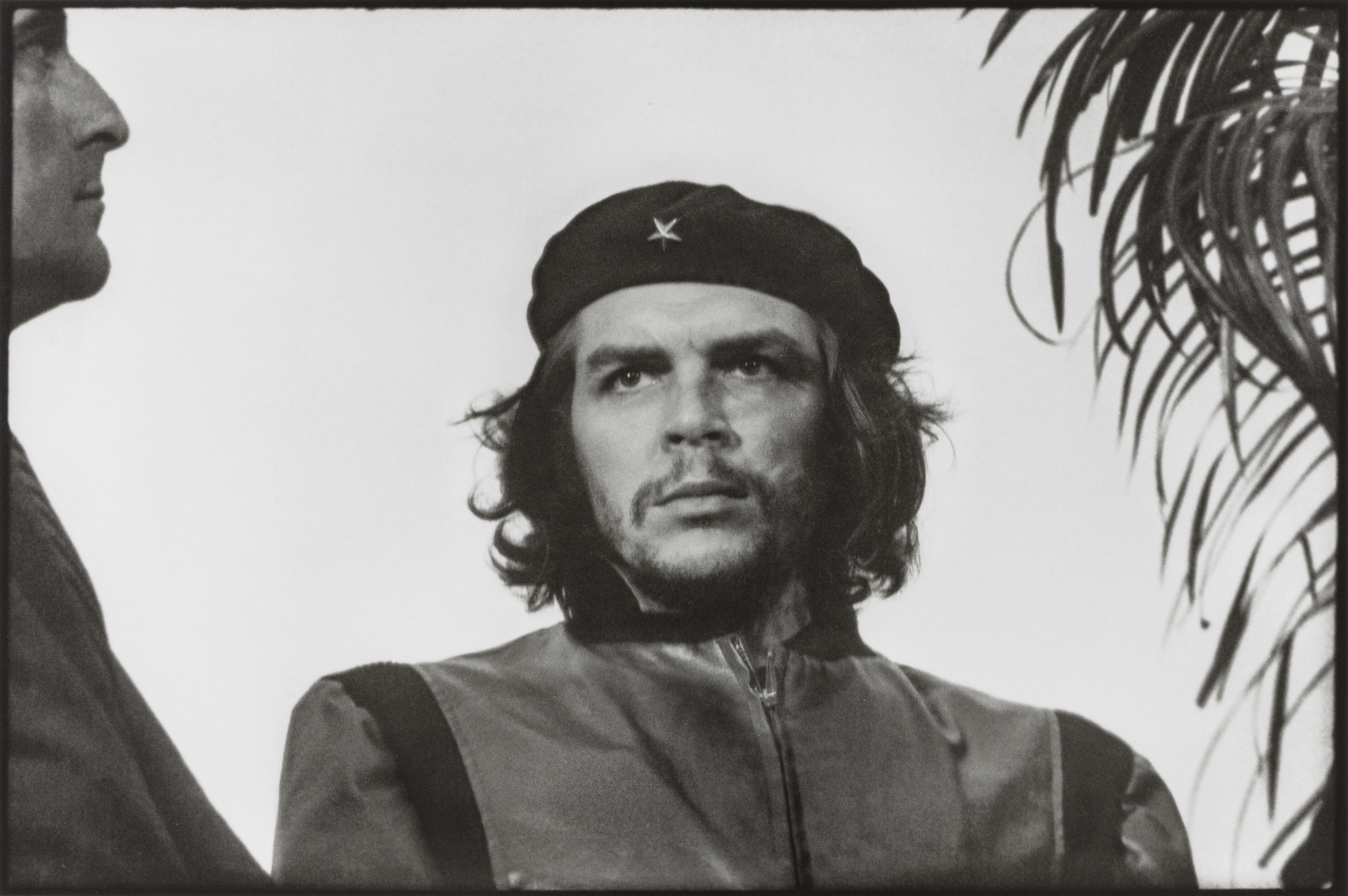
La famosa fotografia "Guerriller heroic" que mostra el Che al funeral per les víctimes de l'explosió de La Coubre.